# Bình Xương
Bình Xương (chữ Hán giản thể: 平昌县, Hán Việt: Bình Xương huyện) là một huyện thuộc địa cấp thị Ba Trung, tỉnh Tứ Xuyên, Cộng hòa Nhân dân Trung Hoa. Huyện này có diện tích 2227 km2, dân số năm 2002 là 930.000 người. Huyện Bình Xương được chia thành các đơn vị hành chính gồm 16 trấn, 11 hương.
- Trấn: Giang Khẩu, Hưởng Than, Tứ Mã, Đắc Thắng, Bạch Y, Nguyên San, Nhạc Gia, Vân Đài, Lan Thảo, Tây Hưng, Trấn Long, Bút Sơn, Khâu Gia, Hàm Thủy, Thản Khê, Phật Lâu.
- Hương: Đại Trại, Lục Môn, Long Cương, Nguyên Thạch, Thanh Vân, Thổ Hưng, Bản Miếu, Nê Long, Nham Khẩu, Hỉ Thần, Vọnh Kinh.